# Josia Thugwane
Josia Thugwane (ur. 15 kwietnia 1971 w Bethal) – południowoafrykański lekkoatleta maratończyk, mistrz olimpijski z Atlanty.
Pochodzi z plemienia Ndebele. Pierwszym międzynarodowym osiągnięciem Thugwane było zwycięstwo w biegu maratońskim w Honolulu w 1995. Na 5 miesięcy przed igrzyskami olimpijskimi w 1996 w Atlancie Thugwane został obrabowany z samochodu i postrzelony. Pocisk zranił go w podbródek. Lekkoatleta uszkodził sobie także plecy wyskakując z jadącego samochodu.
Podczas biegu maratońskiego na igrzyskach olimpijskich przez długi czas czołowa grupa liczyła wielu zawodników. Na 35 kilometrze Thugwane, Lee Bong-ju z Korei Południowej i Erick Wainaina z Kenii oderwali się od pozostałych i razem dobiegli do stadionu. Na bieżni Thugwane uzyskał lekką przewagę i wygrał o 3 sekundy przed Koreańczykiem i o 8 sekund przed Kenijczykiem.
W 1997 Thugwane zwyciężył w maratonie w Fukuoce. Na igrzyskach olimpijskich w 2000 w Sydney zajął 20. miejsce. W 2002 wygrał maraton w Nagano.
Jest pierwszym czarnoskórym reprezentantem Republiki Południowej Afryki, który został mistrzem olimpijskim.